# 田中千一
田中 千一（たなか せんいち、1949年4月12日 - 2008年5月18日）は、熊本県出身の実業家。株式会社ランシステム創業者、代表取締役社長。

## 略歴
- 1949年4月12日 - 熊本県に生まれる。
- 1968年3月 - 熊本県立済々黌高等学校卒業。
- 1973年10月 - 日本レダリー株式会社（後のワイス株式会社）入社。
- 1985年 - 同社を退社。
- 1985年6月 - 埼玉県狭山市にフランチャイズとして、レンタルレコード店「友&愛」を開業。
- 1988年12月21日 - レンタルレコード店を法人化し、有限会社ランシステム設立。代表取締役社長就任（ - 2008年5月18日）。
- 1991年2月 - 有限会社ベルロマネスク（現・株式会社インテンド）設立。代表取締役社長就任（ - 2008年5月18日）。
- 1991年11月7日 - 有限会社ランシステムを株式会社ランシステムに組織変更。代表取締役社長就任（ - 2008年5月18日）。
- 2006年2月28日 - 株式会社グローバルファクトリー設立。代表取締役社長就任（ - 2008年5月18日）。
- 2008年5月18日 - 心不全のため死去（59歳没）。

## 関連人物
- 田中修治（息子・株式会社オンデーズ代表取締役社長）

## 著書
- 『アミューズメント革命 インターネット・まんが喫茶を発明したのは私です。』しののめ出版、2003年。